# Mazateronodon
Mazateronodon — рід адапіформних приматів, що жили в Європі в середньому еоцені.